# Lander (jeu vidéo)
Pour les articles homonymes, voir Lander.
Lander est un jeu vidéo de type Lunar Lander sorti en 1999 sur PC. Le jeu a été développé et édité par Psygnosis.